# NGC 7497
NGC 7497 ist eine Balken-Spiralgalaxie vom Hubble-Typ SBc im Sternbild Pegasus am Nordsternhimmel. Sie ist schätzungsweise 84 Millionen Lichtjahre von der Milchstraße entfernt und hat einen Durchmesser von etwa 105.000 Lichtjahren.
Im selben Himmelsareal befinden sich u. a. die Galaxien NGC 7547, NGC 7550, IC 1472, IC 5284.
Das Objekt wurde am 15. Oktober 1784 von dem Astronomen William Herschel mit einem 48-cm-Teleskop entdeckt.

## NGC 7497-Gruppe (LGG 470)
| Galaxie   | Alternativname | Entfernung/Mio. Lj |
| --------- | -------------- | ------------------ |
| PGC 70420 | UGC 12344      | 81                 |
| NGC 7497  | PGC 70596      | 84                 |
| PGC 70447 | UGC 12351      | 83                 |
| PGC 70596 | MCG +3-59-05   | 88                 |
| PGC 70426 | UGC 12347      | 82                 |